# Moulins (Ille-et-Vilaine)
Moulins település Franciaországban, Ille-et-Vilaine megyében. Lakosainak száma 716 fő (2022. január 1.). Moulins Marcillé-Robert, Bais, Boistrudan és Piré-Chancé községekkel határos.

## Népesség
A település népességének változása:
| Lakosok száma | 603  | 540  | 510  | 612  | 695  | 709  | 716  | 713  | 713  | 716  |
|               | 1968 | 1982 | 1990 | 2006 | 2013 | 2015 | 2017 | 2019 | 2020 | 2022 |